# Ikke naken
Ikke naken (trad. "El color de la leche") es una película noruega de 2004 dirigida por Torun Lian.

## Contenido
Narrada en tono de comedia romántica, cuenta la historia de Selma, una joven de 12 años que está decidida a no interesarse por los chicos. Le atraen otros temas como la ciencia, y sueña con recibir el Premio Nobel. Su madre murió al darle a luz, y en su tía encuentra la prueba de que los hombres sólo traen problemas. De manera que decide hacer un trato con sus amigas: se mantendrán alejadas de los chicos y dedicarán su vida a la ciencia.
Pero un día encuentra a una persona con la que puede compartir sus gustos... el único problema es que se trata de un chico.